# Mr. Game and Watch
Mr. Game & Watch (Ｍｒ．ゲーム＆ウォッチ Misutā Gēmu ando Wotchi?, Sr. Juego & Reloj) es el protagonista de las series Game & Watch, haciendo su primera aparición en ellas el 28 de abril de 1980, siendo esta fecha como su cumpleaños. Este personaje no tenía un nombre definido hasta el 2001, cuando en el videojuego Super Smash Bros. Melee de GameCube, fue por fin nombrado como "Mr. Game & Watch" (por las portátiles Game & Watch de donde él proviene); también suele llamársele por su nombre abreviado "Mr. G&W".
Su apariencia es la de una silueta humana con atributos desproporcionados y caricaturescos, completamente de color negro y plano. Sus movimientos son "cuadro a cuadro". Esto se debe a que en la consola en la que fue concebido, este personaje estaba formado por una serie de circuitos LED integrados, que no mostraban otro color que el negro, y el movimiento del personaje se simulaba encendiendo otros LED diferentes, de igual manera a como se muestran los números en una calculadora. Su única voz está formada por los "beeps" que era capaz de emitir, en varios tonos, la consola Game and Watch.
Es considerado por algunos como "la mascota" más antigua de Nintendo, precediendo incluso al mismo Mario.

## Personalidad y apariencia
La personalidad de Mr. Game & Watch es poco definida, como sus juegos carecen de diálogo, sus expresiones faciales se muestran bastante exageradas, para intentar que el jugador note la expresión del personaje. En el mundo de Game & Watch no solo hay un Mr. Game and Watch sino una multitud de ellos con diferentes profesiones y oficios, pero todos de igual aspecto.
Sus capacidades son completamente humanas aunque exageradas y caricaturizadas, y las situaciones a las que se enfrenta son todas cómicas y pretenden divertir al jugador.
Reapareció muchos años en Super Smash Bros. Melee y Super Smash Bros. Brawl
Según la Página oficial del Super Smash Bros. Brawl Mr. Game & Watch, tiene una sustancia en su cuerpo llamada Peste violeta que sirve para crear copias oscuras de los personajes y para crear criaturas hechas por esta sustancia, de la cual Tabuu se había enterado tras lo cual, cosechó a Mr. Game & Watch para crear a gran parte de su Ejército Subespacial, y reveló que Mr. Game & Watch dejó que hiciera esto ya que desconoce cualquier noción del Bien y del mal.

## Apariciones especiales

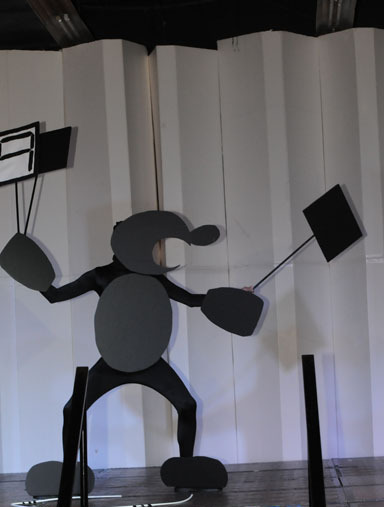
Cosplay de Mr. Game and Watch.

Al contrario que otros personajes de Nintendo como Mario o Link, Mr. Game and Watch parecía que dejó de existir como personaje clave cuando se lanzó la Game Boy. Nintendo nunca ha querido mostrarlo de nuevo como un personaje importante de la franquicia, probablemente debido a que su bidimensionalidad y características no parecen idóneas para transportarlo a una consola reciente.
Sin embargo, Nintendo parece que nunca ha querido renunciar completamente a Mr. Game and Watch y ha hecho diversas apariciones o guiños en algunos juegos, como WarioWare, Inc. en el que protagonizaba algunos microjuegos o Wario Land 4 para Game Boy Advance, en el que hacía de vendedor de objetos para Wario a la hora de enfrentarse a los jefes finales.
Años más tarde volvería adquirir un papel de importante relevancia de nuevo, debido a que Nintendo lo incluyó como personaje oculto en Super Smash Bros. Melee, para Nintendo GameCube, un juego de batallas entre personajes de Nintendo.
Mr. Game and Watch volvió a aparecer de nuevo en Super Smash Bros. Brawl, para Wii, formando parte por primera vez de una historia con argumento en el "Emisario Subespacial" de este juego.
También ha vuelto aparecer de nuevo en diversas recopilaciones que se han hecho de sus juegos originales de Game & Watch en la Videoconsola Game Boy. Estos juegos se llamaron "Game and Watch Gallery" y se han lanzado hasta 4 recopilaciones "Game and Watch Gallery" diferentes.
Posteriormente, se ha lanzado un título juego salió para la consola "Nintendo DS" y se le tituló "Game & Watch Collection", hecha por Club Nintendo.
En Super Smash Bros. existen dos campos de batalla inspirados en la consola Game & Watch.
En Super Smash Bros. Melee, el escenario "Zona Extraplana" (Flat Zone), se ambienta en una consola Game & Watch en la que se ven elementos propios de varios títulos clásicos entremezclados, como un edificio en llamas procedente de "Fire" o una serie de plataformas inspiradas en "Manhole".
En el sucesor de Wii, Super Smash Bros. Brawl, vuelve a aparecer una versión mejorada del escenario anterior; "Zona Extraplana 2" (Flat Zone 2). También se ambienta en una consola Game & Watch, pero en este caso, el escenario cambia por completo cada cierto tiempo, adentrándose en fieles copias de los clásicos originales. Así el jugador lucha en primer lugar en una recreación de "Fire", cambiando al cabo de un tiempo a una cocina similar a la de "Chef", más tarde a la gasolinera de "Oil Panic" y posteriormente a la jaula de "Lion". Todos los Mr. Game and Watch que aparecen en los escenarios interactúan con los jugadores pudiendo causarles daños u otros efectos, además, los jugadores pierden una dimensión y parecen "planos", esto se puede ver en el movimiento lateral de yoshi y wario cuando cambia de dirección y cuando personajes como Kirby, Jigglypuff y Pit cambian de dirección al volar, curiosamente los objetos, ayudantes y Pokémon salidos de Poké Balls no pierden dimensión.
En Super Smash Bros. para Nintendo 3DS y Wii U una versión mejorada de zona extraplana 2, zona extraplana X aparece,
esta es como zona extraplana 2 pero aparecen Helmet una fase del escenario que es proveniente de zona extraplana 1 y algunos otros personajes como el buzo de Octopus.
En Donkey Kong Country Returns en el nivel 7-1 o Foggy Fumes, aparece Mr Game And Watch martillando una tubería en el fondo
En Super Mario Maker, hay un disfraz desbloqueable para Mario de Mr. Game & Watch. Se desbloquea escaneando un amiibo de Mr. Game & Watch o desbloqueado aleatoriamente completando el reto de los 100 Marios en la configuración de experto. Presionando la cruceta hacia arriba, Mr. Game & Watch sacará su campana y también saca un paracaídas de después de saltar.
En Super Mario Odyssey, una silueta de Mr. Game & Watch con sombrero aparece en los íconos de los minijuegos.
En Super Smash Bros. Ultimate, Mr. Game & Watch reaparece como el personaje número 26 de los 67 como desbloqueable. Esta vez cuando ataque con algunas técnicas smash (chef, judge, ball...) se transformará fielmente a su aspecto de las Game & Watch. También su smash final cambia. En vez de golpear con los tentáculos a los adversarios, se quedaran pegados a ellos y se tendrá que llevarlos a fuera del escenario para eliminarlos.

## Títulos de la consola Game & Watch
En los juegos de Smash Bros., es el único personaje del juego que jamás ataca directamente a su oponente, sino con una serie de los más variados objetos, los cuales se inspiran en los juegos que este personaje protagonizó en la consola Game and Watch. A continuación, se muestran los siguientes:

### Chef (Cocinero)
Inspirado en el juego "Chef", en el que el jugador, manejando a un Mr. Game & Watch vestido de cocinero debía evitar que se cayera la comida, Mr. Game and Watch saca una sartén a través de la cual lanza salchichas, pescado y demás alimentos (todos negros y planos al igual que él) a su rival. Si Mr. Game & Watch golpea directamente a su rival con la sartén causará quemaduras en él.

### Fire (Fuego, Bomberos)
Su habilidad para salvar caídas está inspirada en "Fire" de G&W, un juego en el que el jugador controlaba a unos bomberos y debía rescatar a varios Mr. Game & Watch en un incendio.
En Super Smash Bros, aparecen unos bomberos similares a los del juego debajo de Mr. Game & Watch, que lo impulsan hacia arriba evitando su caída. Además, Mr. Game & Watch saca un paracaídas el cual es similar al del juego de parachute y este permite que su caída sea de una forma más lenta y pueda planear. Si Mr. Game & Watch entra en contacto con un rival mientras ejecuta este salto, le causará daño

### Judge (Juez)
Esta habilidad se inspira en el juego "Judge", uno de los primeros de la consola. En este título aparecían dos Mr. Game & Watch con sendos martillos en sus manos. Ambos sacaban un número y el que sacara el número mayor golpeaba. Permitía jugar contra la consola o contra otro jugador.
En esta adaptación a Super Smash Bros.Melee, Mr. Game & Watch saca de nuevo un martillo y un número al azar, que dependiendo de cual sea, causará diferentes efectos, más efectivos cuanto más alto sea el número. En Brawl, estos efectos son los siguientes:
- 1 - Un ataque extremadamente débil que tan solo causa 2% de daño. Además, te añade auto-daño
- 2 - Ataque que causa un 4% de daño
- 3 - Un ataque de 6% que hace mucho daño y a los escudos y te lanza en dirección inversa (si le das a alguien por la izquierda, se irá a la izquierda y no a la derecha).
- 4 - Un ataque de 8% con efecto cortante.
- 5 - Lanza tres descargas eléctricas, cada una de un 4%
- 6 - Una llamarada que causa un 12% en el rival
- 7 - Hace aparecer comida y causa un 14%. (Número de la suerte)
- 8 - Congela al enemigo unos instantes y causa un 9%
- 9 - Un demoledor ataque comparable al del ataque smash con un bate de béisbol, que causa un 32% de daño; el del bate solo causa un 20% de daño siendo un elemento bastante útil en los juegos Melee, Brawl, SSB4 y Ultimate.

### Oil Panic (¡Pánico Gasolina!)
Un ataque inspirado en el juego "Oil Panic", en el que se ve una gasolinera y el jugador, que controla a un Mr. Game & Watch con un cubo en la mano, debe evitar que caigan gotas de gasolina en el suelo.
En Super Smash Bros, al iniciar el ataque Mr. Game & Watch saca un cubo similar al del juego, el cual no causa ningún daño. Sin embargo, gracias al cubo puede absorber los ataques secundarios.
En Smash Bros Ultimate, el cubo no solo atrapa los proyectiles basados en energía (como el PK Fire de Ness); también refleja todo tipo de proyectiles.

### Greenhouse (Invernadero)
Su ataque básico, en el que Mr. Game & Watch rocía con un insecticida a los adversarios, está inspirado en el clásico "GreenHouse", en el cual Mr. Game & Watch debía rociar a los insectos con ese insecticida para evitar que se acercaran a las plantas.

### Fire Attack (Ataque de fuego)
El ataque Smash lateral de Mr. Game & Watch (<- + A, -> + A) consiste en que el personaje saca una antorcha la cual causa graves daños en los adversarios, además de quemaduras. Una vez más la habilidad se inspira en "Fire Attack", en donde Mr. Game & Watch debía evitar que unos indígenas quemaran con antorchas su fortaleza hecha de paja.

### Octopus (Pulpo)
En este clásico, unos  submarinistas intentaban agarrar un tesoro bajo el mar, para lo que debían evitar a un gran pulpo que lo protegía.
Este juego ha inspirado dos ataques en Super Smash Bros:
- En el Smash Superior de Mr. Game & Watch (^ + A), este aparece con un casco de buzo similar al del clásico original y que ataca a los enemigos con él.
- En todos los Super Smash Bros. en los que ha aparecido, al hacer el Final Smash, este se transforma en un gigantesco pulpo, claramente inspirado en el del juego "Octopus" y que ataca con sus tentáculos a los enemigos.

### Vermin (Plaga)
En el título original Mr. Game & Watch debía eliminar a una plaga de topos dándoles con unos martillos en la cabeza.
Este inspiró el ataque Smash inferior de Mr. Game & Watch en Super Smash Bros (v + A), en el cual ataca a los enemigos con dos martillos similares a los que usaba para exterminar a los topos en el juego original.

### Flagman (hombre Bandera)
Esta bandera procede del juego original "Flagman", en el cual el jugador debía memorizar una secuencia numérica que le iba dando Mr. Game & Watch (con disfraz de pirata) por medio de banderas (del 1 al 2) y números marcados en los zapatos (del 3 al 4)

### Lion (León)
En el juego para Game & Watch "Lion" dos Mr. Game & Watch cuidadores de un zoo intentaban mantener a dos leones en su jaula por medio de unas sillas que tenían en la mano. Esta misma silla es ahora usada por Mr. Game & Watch en su ataque básico lateral de Super Smash Bros, la cual causa daño a los rivales.

### Manhole (Alcantarilla)
Mr. Game & Watch hace temblar el suelo con una alcantarilla en Super Smash Bros, la cual está inspirada en el juego "Manhole" en el que un Mr. Game & Watch debía tapar con alcantarillas los huecos de una calle para permitir pasar a los transeúntes.

### Spitball Sparky (Sparky escupe-bolas)
En el clásico original, un Mr. Game & Watch que miraba hacia arriba desde la parte inferior, soplaba a unas bolas para evitar que se cayeran, y que debían rebotar en unos grupos de ladrillos situados en la parte superior. Es bastante similar al clásico Arkanoid.
En Super Smash Bros, en su ataque aéreo superior, Mr. Game & Watch sopla hacia arriba de igual manera a como lo hacía en el antiguo título, haciendo volar a los adversarios a los que alcance el soplido.

### Ball (Bola)
En Super Smash Bros, al agarrar a un adversario y lanzarlo, Mr. Game & Watch hace malabares con él, lo cual está inspirado en el juego "Ball", en el jugador controlaba las manos de un Mr. Game & Watch, haciendo malabares con unas pelotas e intentando que estas no se cayeran al suelo.

### Mario Bros.
En el título original, Mario y Luigi con aspecto de Mr. Game & Watch trabajaban en una fábrica empaquetando productos.
En Super Smash Bros, esto ha servido de inspiración para el ataque básico aéreo lateral de Mr. Game & Watch, el cual ataca con un paquete similar a los que aparecían en el clásico título.

### Tropical Fish (Pez Tropical)
- En este juego se basa el ataque aéreo lateral de Mr. Game & Watch, en el que saca una pecera cuyos peces salen de ella causando daños al oponente.